# Ampliación Río Bravo
Ampliación Río Bravo är en ort i Mexiko.   Den ligger i kommunen Río Bravo och delstaten Tamaulipas, i den östra delen av landet, 700 km norr om huvudstaden Mexico City. Ampliación Río Bravo ligger 32 meter över havet och antalet invånare är 572.
Terrängen runt Ampliación Río Bravo är mycket platt. Runt Ampliación Río Bravo är det ganska tätbefolkat, med 62 invånare per kvadratkilometer. Närmaste större samhälle är Río Bravo, 6,2 km nordost om Ampliación Río Bravo. Trakten runt Ampliación Río Bravo består till största delen av jordbruksmark.